# Karl Hipfinger
Karl Hipfinger (28. oktober 1905 i Wien – 20. april 1984) var en østrigsk vægtløfter som deltog i de olympiske lege 1928 i Amsterdam og 1932 i Los Angeles. 
Hipfinger vandt en bronzemedalje i vægtløftning under OL 1932 i Los Angeles. Han kom på en tredjeplads i vægtklassen, mellemvægt som blev afviklet dem 31. juli 1932. Der var i alt fem vægtklasser, hvilket var de samme som under de to foregående vægtløftnings konkurrencer under OL i Antwerpen og Paris. Hipfinger løftede i alt 337,5 kilo, 7,5 kg mindre end guldmedaljevinderen Rudolf Ismayr fra Tyskland. Carlo Galimberti fra Italien kom på en andenplads med i alt 340,0 kg. Der var syv vægtløftere fra seks lande som deltog i vægtklassen.